# Raguhn-Jeßnitz
Raguhn-Jeßnitz – miasto w Niemczech, w kraju związkowym Saksonia-Anhalt, w powiecie Anhalt-Bitterfeld. Miasto powstało 1 stycznia 2010 z połączenia gmin: Altjeßnitz, Jeßnitz (Anhalt), Marke (Anhalt), Raguhn, Retzau, Schierau, Thurland i Tornau vor der Heide, które wchodziły w skład wspólnoty administracyjnej Raguhn.

## Współpraca
Miejscowości partnerskie:
- Bobenheim-Roxheim, Nadrenia-Palatynat - kontakty utrzymuje dzielnica Jeßnitz (Anhalt)